# Lijst van burgemeesters van Laag-Nieuwkoop
Dit is een lijst van burgemeesters van de voormalige Nederlandse gemeente Laag-Nieuwkoop tot die gemeente in 1942 opging in de gemeente Kockengen.
| Ambtsperiode | Naam burgemeester                       | Partij of stroming | Bijzonderheden |
| ------------ | --------------------------------------- | ------------------ | --- |
| 1818 - 1849  | Gerrit Nicolaas Buddingh                |                    | tot 1825 schout, tevens schout/burgemeester van Harmelen (1818-1850), Indijk (18??-1820?), Veldhuizen (1818-1844) en Lange Ruige Weide (1817-1844) |
| 1850 - 1866  | Jan Carel de Bruijn                     |                    | tevens burgemeester van Kockengen, Harmelen, Veldhuizen (alle drie 1850-1866), Gerverskop (1850-1857) en Teckop (1848-1857)                        |
| 1866 - 1871  | Mr. Pieter Anthony Walland              |                    | tevens burgemeester van Kockengen, Harmelen en Veldhuizen                                                                                          |
| 1872 - 1896  | Ferdinand Pieter Hendrik van Roosendaal |                    | tevens burgemeester van Kockengen |
| 1896 - 1915  | Hendrik Pieter Ferdinand van Roosendaal |                    | tevens burgemeester van Kockengen |
| 1915 - 1942  | Bernardus Calissendorff                 |                    | tevens burgemeester van Kockengen (1915-1945) |